# NGC 1304
NGC 1304 је елиптична галаксија у сазвежђу Еридан која се налази на NGC листи објеката дубоког неба.
Деклинација објекта је - 4° 35' 1" а ректасцензија 3h 21m 12,7s. Привидна величина (магнитуда) објекта NGC 1304 износи 13,5 а фотографска магнитуда 14,5. NGC 1304 је још познат и под ознакама NGC 1307, MCG -1-9-30, NPM1G -04.0146, PGC 12575.